# Bechtheim
Bechtheim ist eine Ortsgemeinde im Landkreis Alzey-Worms in Rheinland-Pfalz. Sie gehört der Verbandsgemeinde Wonnegau an.

## Geographie
Bechtheim liegt im Landschaftsschutzgebiet „Rheinhessisches Rheingebiet“. Zur Gemeinde gehören auch die Wohnplätze Bechtheim-West und Welheimer Hof.

## Geschichte

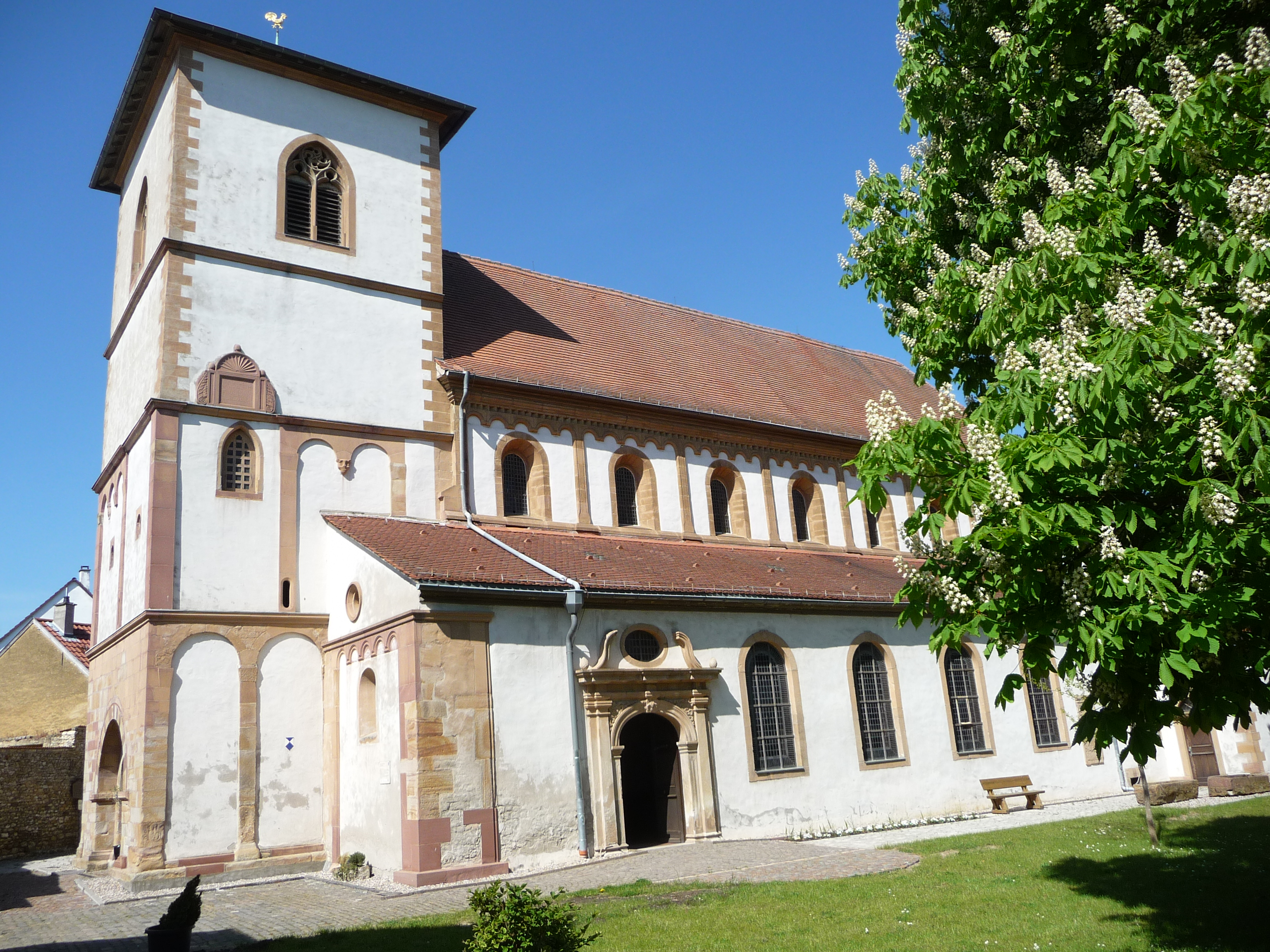
Pfarrkirche St. Lambert

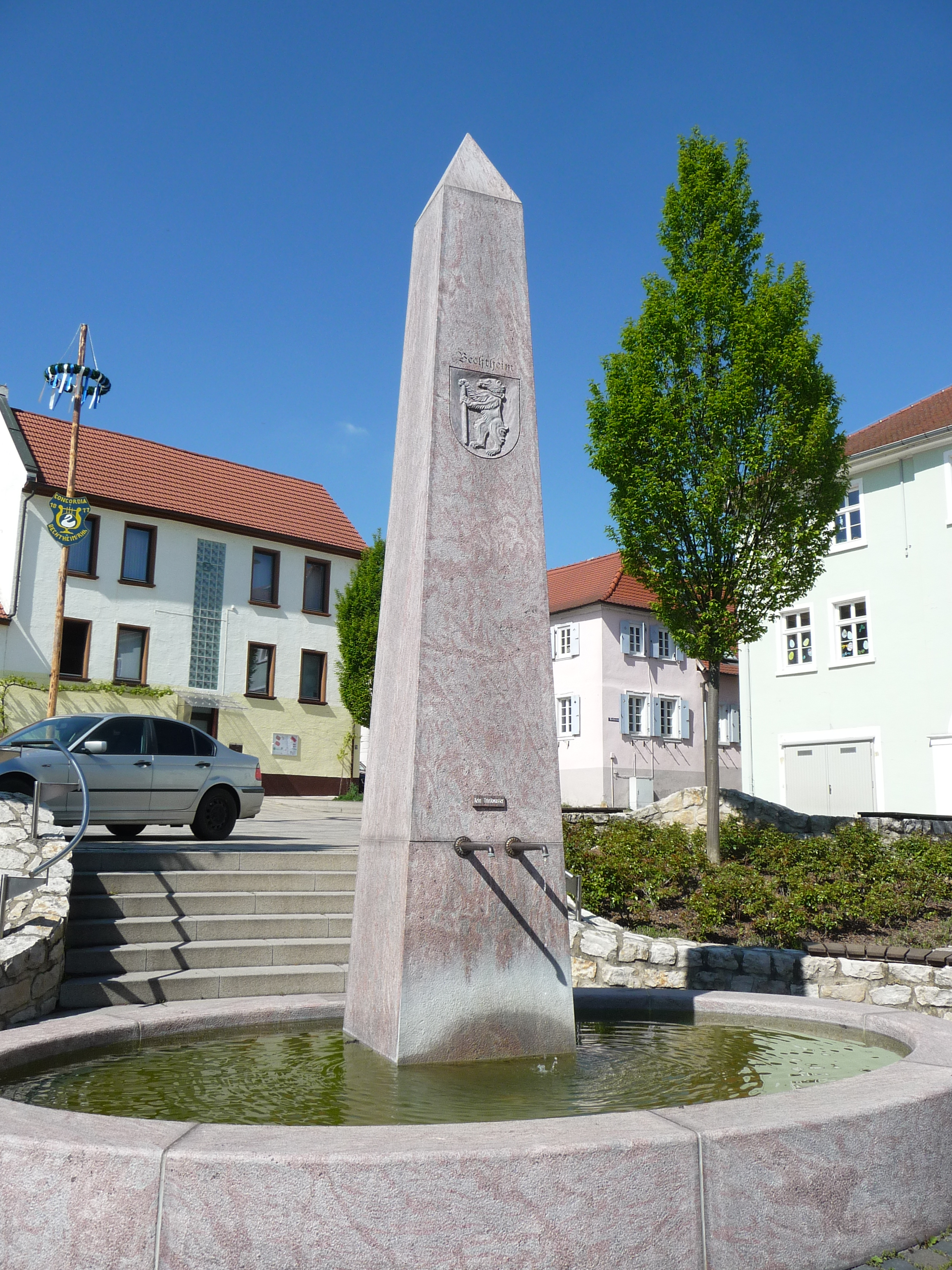
Obelisk am Marktplatz

### Älteste Urkunden
Zum ersten Mal lesen wir von Bechtheim in einem Güterverzeichnis des Klosters Fulda, dessen Eintrag auf 793 datiert ist (CDF Nr. 106). Kurze Zeit später bekommt auch das Kloster Lorsch hier Besitz, der vom Herausgeber des Codex Laureshamensis nicht zeitlich festgelegt, aber vom Herausgeber des Regnum Francorum online auf die Jahre 830–850 datiert wurde (CL III Nr. 3671). Bechtheim erscheint hier mit seinem Lorscher Besitz erstmals mit einem Zusatz curia Sancti Lamberti, der uns den ersten Hinweis auf Verbindungen des Schenkers zum heiligen Bischof Lambert von Lüttich gibt, dessen Verehrung im Herrschaftsgebiet der fränkischen Karolinger verbreitet war.

### Eine Basilika des Heiligen Lambert(us)
Der drittälteste Beleg über Bechtheim stammt aus dem Jahr 1070 in der Form von Bertheim, wie der Namenskundler und Germanist Henning Kaufmann (1897–1980) ermittelt hat. Danach weist dieser Name auf den Personennamen Berchto hin, der sich zu Bechto hin entwickelt hat. Der Ortsname bedeutet also Heim des Berchto. Henning Kaufmann beruft sich auf eine Urkunde aus dem Jahr 1070, in der König Heinrich IV. den Ursprung des Lütticher Kirchenbesitzes einschließlich dem dazu gehörigen Bertheim bestätigte. In einer weiteren Urkunde Papst Hadrians aus dem Jahr 1155 wird ebenfalls der Lütticher Kirchenbesitz in Berteheim bestätigt. Auch das Kloster Otterberg war im Ort begütert.
Eine Vorläuferkirche der heutigen St. Lambertus Basilika wurde im 8. Jahrhundert durch das Hochstift Lüttich errichtet, in dessen Besitz der Ort damals gelangte, was urkundlich aber nicht zu beweisen ist.
Zunächst hatten die Herren von Bolanden und danach ab 1267 die Grafen von Leiningen Besitzrecht an Bechtheim. Diese verpfändeten ihren Besitz mehrfach. 1700 wurde auch in Bechtheim das sogenannte Simultaneum eingeführt (ein von mehreren christlichen Konfessionen in konfessioneller Parität gemeinsam genutzter Sakralbau), was vermehrt zu Querelen zwischen den Konfessionen führte. 1722 erhielt Bechtheim das Marktrecht.

### Bechtheimer Rute
Am Marktplatz steht ein Obelisk mit einer Höhe von 4,842 Meter. Die Länge einer Seitenfläche von 4,375 Meter entspricht der Länge einer „Landesfreirute“ im ehemaligen Leininger Flecken Bechtheim. Das „Bechtheimer Maß vor 1817“ wurde als „gewöhnliche Landesfreirute“ bezeichnet und war in 16 Schuh oder 192 Zoll unterteilt. Zum bequemen Rechnen verwendete man die „Geometrische Rute“, die der Länge einer Landesfreirute entsprach, jedoch in 10 Dezimalschuh unterteilt war.
Der von der französischen Verwaltung 1802 eingeführte Meter wurde 1811 abgeschafft und 1872 wieder neu eingeführt. Ab 1818 galt im Großherzogtum Hessen (Hessen-Darmstadt) der „Hessische Zoll“ als Maßeinheit. Nach der Überprüfung durch das Großherzogtum Hessen hatte die Bechtheimer Rute als einziges Ortsmaß in Rheinhessen jetzt 175 Zoll (= 4,375 Meter), statt der irrtümlich 1802 festgelegten Rutenlänge von 4,842 Meter.

### „Weinpatenschaft“ mit Erfurt
1935 wurde eine „Weinpatenschaft“ mit Erfurt begründet. 1965 wurden durch die Vereinigung Heimattreue Erfurter (Erfurter in Westdeutschland) wieder Kontakte nach Bechtheim hergestellt. Besonders wurde von da an das Martinsfest am 10./11. November gemeinsam in Bechtheim begangen. Nach der „Wiedervereinigung“ 1990 wurden die alten Verbindungen mit einer Weinpatenschaftsurkunde wieder erneuert.

### Bevölkerungsentwicklung
Die Entwicklung der Einwohnerzahl von Bechtheim, die Werte von 1871 bis 1987 beruhen auf Volkszählungen:
| Jahr | Einwohner |
| ---- | --------- |
| 1815 | 1.187     |
| 1835 | 1.754     |
| 1871 | 1.347     |
| 1905 | 1.449     |
| 1939 | 1.607     |
| 1950 | 1.959     |
| 1961 | 1.901     |

| Jahr | Einwohner |
| ---- | --------- |
| 1970 | 1.862     |
| 1987 | 1.617     |
| 1997 | 1.765     |
| 2005 | 1.883     |
| 2011 | 1.786     |
| 2017 | 1.790     |
| 2023 | 1.821     |

## Politik

### Gemeinderat
Der Ortsgemeinderat in Bechtheim besteht aus 16 Ratsmitgliedern, die bei der Kommunalwahl am 9. Juni 2024 in einer personalisierten Verhältniswahl gewählt wurden, und dem ehrenamtlichen Ortsbürgermeister als Vorsitzendem.
Die Sitzverteilung im Ortsgemeinderat:
| Wahl | SPD | CDU | FWG | Gesamt   |
| ---- | --- | --- | --- | -------- |
| 2024 | 6   | 5   | 5   | 16 Sitze |
| 2019 | 5   | 6   | 5   | 16 Sitze |
| 2014 | 3   | 7   | 6   | 16 Sitze |
| 2009 | 3   | 7   | 6   | 16 Sitze |
| 2004 | 4   | 7   | 5   | 16 Sitze |

- FWG = Freie Wählergruppe Wonnegau e. V.

### Bürgermeister
Tobias Perlick (SPD) wurde am 2. November 2021 Ortsbürgermeister von Bechtheim. Seine Vorgängerin Jutta Schick (FWG) hatte am 14. Juli 2021 angekündigt, ihr Amt mit Wirkung zum 6. Oktober 2021 niederlegen zu wollen. Bei der deshalb erforderlich gewordenen Neuwahl am 26. September 2021 wurde Tobias Perlick mit einem Stimmenanteil von 59,0 % zum Nachfolger gewählt. Bei der Direktwahl am 9. Juni 2024 wurde Perlick mit 80,6 % der Stimmen ohne Gegenkandidaten in seinem Amt bestätigt.
Seit 1984 hatten das Amt inne:
- 1984 – 2009: Ortsbürgermeister Wolfgang Thomas (FWG)
- 2009 – 2021: Ortsbürgermeisterin Jutta Schick (FWG)
- 2021 – heute: Ortsbürgermeister Tobias Perlick (SPD)

### Wappen
| Wappen von Bechtheim | Blasonierung: „In Blau ein schreitender rotbewehrter und -gezungter silberner Bär mit rotem Halsband, mit beiden Tatzen einen goldenen Stab haltend.“ |
| Wappen von Bechtheim | |

## Wirtschaft und Infrastruktur

### Weinbau
Bechtheim ist erheblich geprägt vom Weinbau und mit 654 Hektar bestockter Rebfläche, davon 70,2 Prozent Weißwein- und 29,8 Prozent Rotweinsorten. Nach Worms (1.490 Hektar), Nierstein (783 Hektar), Alzey (769 Hektar), Westhofen (764 Hektar) und Alsheim (704 Hektar) ist Bechtheim die größte Weinbaugemeinde Rheinhessens und eine der größten in Rheinland-Pfalz. Die Weinlagen gehören zum Bereich Wonnegau und sind im Norden der Bechtheimer Rosengarten, im Nordwesten der Bechtheimer Hasensprung, im Südwesten der Bechtheimer Heiligkreuz, im Nordostenen der Bechtheimer Geyersberg und im Südosten der Bechtheimer Stein. Alle Lagen gehören zur  Großlage Pilgerpfad im Weinanbaugebiet Pfalz.
Die Flurbezeichnung Pilgerpfad wurde erstmals 1392 belegt als an dem bilgerim phade und erinnert an eine bestehende Nord-Süd-Route (von Bingen bis Speyer) des Jakobswegs.

### Verkehr
Am Ort führt die zwischen 1820 und 1830 angelegte Gaustraße von Mainz nach Worms vorbei. Der Bahnverkehr auf der Bahnstrecke Gau Odernheim–Osthofen wurde spätestens 1992 eingestellt. Mit der Regionalbuslinie 435 ist Bechtheim montags bis freitags im Stundentakt an Osthofen und die kreisfreie Stadt Worms angebunden.

## Persönlichkeiten aus Bechtheim
- Jean-Valentin Bender (1801–1873), Dirigent und Komponist
- Johann Hermann Baas (1838–1909), Arzt, Augenarzt, Medizinhistoriker und „Erfinder der Phonometrie“
- Siegmund Mayer (1842–1910), Physiologe
- Siegmund Franz (1850–1910), Warenhausbesitzer; Portland, Oregon
- Joseph Simon (1851–1935), US-amerikanischer Politiker (Republikanische Partei)
- Heinrich Herberg (1873–1947), Verwaltungsjurist, Kreisdirektor des Kreises Oppenheim
- Peter Bender (1893–1944), Schriftsteller, Religionsgründer und Verfechter der Hohlwelttheorie
- Richard Hofmann (1913–1979), verurteilter NS-Mörder
- Bernd Fritz (1945–2017), Journalist, Satiriker und Schriftsteller